# Dr. Who und die Daleks
Dr. Who und die Daleks (Originaltitel: Dr. Who and the Daleks) ist ein 1965 erschienener Science-Fiction-Film von Gordon Flemyng, geschrieben von Milton Subotsky. Es ist der erste von zwei auf der britischen Serie Doctor Who basierenden Kinofilmen von Amicus. Die Hauptrollen spielen Peter Cushing als Dr. Who, Roberta Tovey als Susan, Jennie Linden als Barbara und Roy Castle als Ian. Der folgende Film war Dr. Who – Die Invasion der Daleks auf der Erde 2150 n. Chr.
Die Geschichte basiert auf dem Doctor-Who-Handlungsstrang Die Daleks von der BBC. Der in Technicolor produzierte Film war die erste in Farbe und im Breitbildformat produzierte Doctor-Who-Geschichte. Der Film spielt nicht im Kanon der Fernsehserie, benutzt jedoch verschiedene Charaktere, die Daleks und eine als Polizeinotrufzelle getarnte Zeitmaschine, wenn auch in neuen Formen.

## Handlung
Dr. Who, seine Enkelinnen Susan und Barbara, sowie Barbaras Freund Ian werden versehentlich von Dr. Whos neuester Erfindung, einer Zeit- und Raummaschine namens Tardis, auf einen anderen Planeten transportiert.
Beim Erkunden sehen die Reisenden eine Stadt in der Ferne. Sie finden auch einen kleinen Behälter mit Medikamenten, den sie mit an Bord der Tardis nehmen. Dr. Who möchte weitere Nachforschungen anstellen und täuscht ein Leck in einer Flüssigkeitsverbindung vor, einem lebenswichtigen Bestandteil von Tardis, um sicherzustellen, dass die Gruppe in die Stadt geht, um nach dem Quecksilber zu suchen, das angeblich zum Nachfüllen der Komponente benötigt wird. Sobald sie in der Stadt angekommen sind, werden sie von Cyborg-Kreaturen gefangen genommen, die sich selbst als Daleks bezeichnen und die Flüssigkeitsverbindung zur Untersuchung beschlagnahmen. Dr. Who erkennt dann, dass die Gruppe an Strahlenkrankheit erkrankt ist und dass die Medikamente, die sie zuvor entdeckt haben, ihre einzige Hoffnung auf Überleben sein könnten.
Während die Daleks die Gefangenen heimlich beobachten, diskutieren sie über ihre eigene Notlage. Sie sind in ihren Metallgehäusen und in der Stadt durch die Strahlung gefangen. Sie wollen die Stadt verlassen, um alles andere Leben zu zerstören und den Planeten für sich zu beanspruchen. Als die Daleks hören, wie die Gefangenen über die Medikamente sprechen, machen sie ihnen einen Vorschlag. Wenn die Menschen ihnen die gefundenen Medikamente bringen, werden sie ihnen genug geben, um sich selbst zu behandeln. Susan geht, da sie die Einzige ist, die noch stark genug ist, um die Aufgabe zu übernehmen.
Als sie Tardis erreicht, sammelt Susan die Medikamente ein und trifft auf Alydon, den Anführer der Thals, einer Spezies, die Jahrhunderte zuvor in einem Atomkrieg gegen die Daleks gekämpft hat. Alydon gibt Susan einen zweiten Behälter mit Anti-Strahlen-Medikamenten, den sie verwenden kann, wenn die Daleks ihr Versprechen nicht halten.
Als Susan zurückkehrt, entdecken die Daleks den zweiten Medikamentenvorrat, erlauben aber den Menschen, sich damit zu behandeln. Susan erklärt ihren Gefährten, dass laut Alydon die Thal-Ernte ausgefallen ist und sie in die Dalek-Stadt gekommen sind, in der Hoffnung, die Rezeptur des Anti-Strahlungs-Medikaments gegen Lebensmittel einzutauschen. Als die Daleks auch dieses Gespräch mithören, entscheiden sie, dass sie die Thals nicht brauchen, jetzt, da sie eine Probe des Medikaments haben. Sie bringen Susan dazu, einen Brief zu schreiben, den sie den Thals hinterlassen. In diesem erklären sie, als Akt der Freundschaft Essen zur Verfügung zu stellen, welches in der Stadt abgeholt werden soll. Als Susan den Brief beendet, enthüllen die Daleks, dass sie planen alle Thals zu töten, wenn diese ankommen.
Als ein Dalek ihre Zelle betritt, schaffen es die Reisenden, diesen zu deaktivieren. Sobald sie frei sind, können sie die Thals warnen, die die Stadt betreten und mit ihnen in den Dschungel fliehen. Nun testen die Daleks das Anti-Strahlungs-Medikament der Thal, stellen jedoch fest, dass es katastrophale Nebenwirkungen hat. Da ihr Plan damit vereitelt ist, entscheiden sie sich, eine Neutronenbombe zu zünden, um die Strahlung des Planeten auf ein Niveau zu erhöhen, das selbst die Thals nicht überleben können.
Zurück im Thal-Lager erkennt Dr. Who, dass die Reisenden auf dem Planeten gefangen sind, da die Daleks immer noch die Flüssigkeitsverbindung haben, und er die Hilfe der Thals braucht, um sie wiederzufinden. Er fordert Alydon auf, gegen die Daleks zu kämpfen, um seine Spezies zu retten, aber er weigert sich und besteht darauf, dass die Thals jetzt friedlich sind. Als Reaktion darauf gibt Dr. Who vor, Ian zu befehlen, eine Thal-Frau im Austausch für die beschlagnahmte Komponente zu den Daleks zu bringen. Entsetzt greift Alydon Ian an und erkennt dann, dass die Thals für Dinge kämpfen können, die ihnen wichtig sind. Alydon, Dr. Who und Susan führen dann die Thals zu einem Angriff auf die Stadt an, aber die Daleks wehren den Angriff ab und Dr. Who und Susan werden wieder festgenommen.
Währenddessen infiltrieren Ian, Barbara und eine kleine Gruppe Thals die Dalek-Stadt von hinten. Sobald sie drinnen sind, schließen sie sich dem Rest der Thals an, die einen Frontalangriff gestartet haben, um Dr. Who und Susan zu retten. Die Thals und die Menschen betreten den Kontrollraum, von dem aus die Daleks den Bomben-Countdown gestartet haben. Während des folgenden Kampfes zerstören die Daleks versehentlich ihre Hauptsteuerkonsole, was ihre Stromversorgung unterbricht, sie damit tötet und die Bombenexplosion stoppt.
Zurück im Dschungel, nachdem die Flüssigkeitsverbindung wieder eingebaut ist, reist die Gruppe in Tardis ab, um nach Hause zurückzukehren.

## Besetzung und Synchronisation
Die deutsche Synchronisationsfassung entstand 2022 im Rahmen der internationalen 4K-Veröffentlichung des Films. Sie wurde von der TV+Synchron in Berlin bei einem Dialogbuch von Thomas Rock und Dialogregie von Bernhard Völger erstellt.
| Figur           | Darsteller             | Deutscher Sprecher  |
| --------------- | ---------------------- | ------------------- |
| Dr. Who         | Peter Cushing          | Bernd Vollbrecht    |
| Ian Chesterton  | Roy Castle             | Gerrit Hamann       |
| Barbara Wright  | Jennie Linden          | Ulrike Stürzbecher  |
| Susan Foreman   | Roberta Tovey          | Frieda Rudolph      |
| Alydon          | Barrie Ingham          | Peter Flechtner     |
| Ganatus         | Michael Coles          | Bernd Egger         |
| Dyoni           | Yvonne Antrobus        | Maria Burghardt     |
| Antodus         | John Bown              | Tobias Diakow       |
| Elyon           | Mark Petersen          | Dirk Stollberg      |
| Temmosus        | Geoffrey Toone         | Stefan Bräuler      |
| Roter Dalek     | David Graham (Stimme)  | Stefan Bräuler      |
| Daleks          | David Graham (Stimme)  | Stefan Weißenburger |
| Schwarzer Dalek | Peter Hawkins (Stimme) | Bernhard Völger     |

## Produktion
Amicus kaufte die Option, diesen und zwei weitere Geschichten von Terry Nation und der BBC umzusetzen für 500 £. Die Dreharbeiten begannen in den Shepperton Studios in England im April 1965 und dauerten sechs Wochen. Der Film wurde für ein Budget von 180.000 £ (2025: ca. 3.709.000 £) produziert.
Die Daleks wurden für den Film leicht umgestaltet. Sie hatten größere Sockel und Kuppellichter als die Fernsehdaleks der damaligen Zeit, was sie imposanter machen sollte und einige waren mit einer mechanischen Klaue anstelle einer Saugglocke ausgestattet. Sie hatten auch buntere Lackierungen, mit zwei Dalek-Anführern, die jeweils in Schwarz und Rot gestaltet sind. Ursprünglich sollten die Daleks mit Flammenwerfern bewaffnet werden, aber diese wurden aus Gesundheits- und Sicherheitsgründen abgelehnt und weil sie für ein junges Publikum als zu beängstigend angesehen wurden. Stattdessen erzeugten die Kanonen CO2-Gasstrahlen aus intern montierten Feuerlöschern. Der Schauspieler Barrie Ingham besprach die Produktion 1976 in einem Interview in Australien für das Doctor Who Fan-Magazin Zerinza.
1995 wurde mit Dalekmania eine Dokumentation über die zwei Dalek-Filme auf Video veröffentlicht. Sie deckte Details über die Produktion, Spin-Offs und Werbekampagnen auf. Später wurde diese als Extra in vielen Heimvideoveröffentlichungen der zwei Dalek-Filme hinzugefügt.
Auch, wenn der Planet, auf dem die Handlung spielt, nicht im Film genannt wird, wird er im Nachfolger rückwirkend als Skaro identifiziert, passend zum Namen in der Fernsehserie.

## Veröffentlichung
Der Film feierte am 23. August 1965 Premiere. Der Film war 1965 auf Platz 20 der britischen Kassenschlager. In den USA, wo die Fernsehserie Doctor Who und die Daleks relativ unbekannt waren, lief er jedoch nicht so gut.

## Marketing
Als Teil der Werbekampagne wurden ein paar Daleks auf dem 1965er Cannes Film Festival ausgestellt. Einzelne Daleks wurden auch weiter weg ausgestellt; einer trat zum Beispiel in einem Kino in Sydney auf. Souvenir Press veröffentlichte 1965 ein Malbuch für Kinder mit farbenfrohen Illustrationen aus dem Film auf der Vorder- und Rückseite.

## Kritik
Halliwell's Film Guide beschrieb den Film als “limply put together, and only for indulgent children” (deutsch: „schlaff zusammengesteckt und nur für nachsichtige Kinder“). John Clute gibt dem Film in dem Buch Science Fiction: The Illustrated Encyclopedia einen von drei Sternen und erklärt: “Many people would like to see the [Doctor Who] television series back; few mourn the long-gone films” (deutsch: „Viele Leute würden die [Doctor Who]-Fernsehserie gerne zurück sehen; nur wenige trauern um die längst vergangenen Filme“). Radio Times war positiver, verlieh dem Film drei von fünf Sternen und kommentierte: “this spin-off lacks the bite and inventiveness that set the landmark series apart, unwisely injecting humour into the sparse scenario, and the cheap art direction is strictly '101 Uses for Pink Plastic Sheeting'. However, despite the many faults, it's still a fun ride for both the uninitiated and die-hard fans alike” (deutsch: „Diesem Spin-off fehlt der Biss und der Einfallsreichtum, die die bahnbrechende Serie auszeichnen, und es wird unklugerweise Humor in das spärliche Szenario eingebracht, und die billige künstlerische Ausrichtung lautet streng ‚101 Verwendungen für rosa Plastikfolie‘. Aber trotz der vielen Fehler ist es immer noch eine lustige Fahrt, sowohl für den Laien als auch für eingefleischte Fans“).
In „The Guardian“ im Jahr 2013 erklärte Stuart Heritage: “Cushing does his best, but he's not exactly given a lot to work with.” (deutsch: „Cushing gibt sein Bestes, aber die ihm zur Verfügung stehenden Mittel sind überschaubar.“) Er beschrieb die Daleks als: “so pointlessly toothless here” (deutsch: „so sinnlos zahnlos hier“), und er kritisierte auch die “incredibly tedious” (deutsch: „unglaublich langweilige“) Menge an Dalek-Dialogen, um ihre Motive zu erklären, die Darstellung der Thals und die Leistung von Roy Castle. Er erklärt: “to call him hammy would be to provide the greatest disservice to pigs.” (deutsch: „Ihn schinkenartig zu nennen, würde den Schweinen Unrecht tun“). Andrew Nette vom British Film Institute erklärte, der Film sei “widely derided by many fans and critics” (deutsch: „von vielen Fans und Kritikern weithin verspottet“), und fügte hinzu, es sei “certainly an uneven affair. Some scenes [...] still have the capacity to thrill. Others, like the final victory over the Daleks, feel rushed and flat. The Doctor's granddaughters are largely one-dimensional... The aspect of the movie that most antagonises purists is Cushing's Doctor.” (deutsch: „sicherlich eine ungleichmäßige Angelegenheit. Einige Szenen [...] haben immer noch die Fähigkeit, zu begeistern. Andere, wie der endgültige Sieg über die Daleks, wirken gehetzt und flach. Die Enkelinnen des Doktors sind weitgehend eindimensional... Der Aspekt des Films, der Puristen am meisten verärgert, ist Cushing's Doctor.“). Nette beschrieb den Film mit einer “wonderfully pulpy sci-fi atmosphere” (deutsch: „wunderbar breiige Sci-Fi-Atmosphäre“). Er sagte auch: “The highlight of the movie is its look... Many of the sets [...] are impressive” (deutsch: „Das Highlight des Films ist sein Aussehen... Viele der Sets [...] sind beeindruckend“) und “the movie Daleks are more impressive than their small screen counterparts” (deutsch: „die Kino-Daleks sind beeindruckender als ihre Gegenstücke im Fernsehen“).
Nach Angaben des BFI werden die Cushing-Filme “are often forgotten in the Doctor Who pantheon” (deutsch: „oft im ‚Doctor Who‘-Pantheon vergessen“). In ähnlicher Weise kommentierte Stuart Heritage dies 2013 in „The Guardian“: “people don't talk about Dr Who and the Daleks any more” (deutsch: „Die Leute reden nicht mehr über Dr. Who und die Daleks“). 1975 kommentierte der Schauspieler Tom Baker, der in der Fernsehserie den vierten Doktor spielte, die Mängel des Films und seiner Fortsetzung, während er über einen weiteren vorgeschlagenen „Doctor Who“-Film sprach: “There have been two Doctor Who films in the past, both rather poor... There are many dangers in transporting a television series onto the big screen... a lot of things that you could get away with on the small screen wouldn't wash in the cinema.” (deutsch: „Es gab in der Vergangenheit zwei Doctor-Who-Filme, beide ziemlich schwach… Es gibt viele Gefahren, eine Fernsehserie auf die große Leinwand zu bringen… Viele Dinge, mit denen man im Fernsehen durchkommen könnte, würden auf der Leinwand nicht funktionieren.“)

## Heimvideoveröffentlichungen
Super 8-Film
- In Großbritannien 1977 von Walton Sound and Film Services veröffentlicht.

VHS
- In Großbritannien 1982 von Thorn EMI und 1988 und 1996 von Warner Home Video veröffentlicht.
- In der USA 1985 von Thorn EMI, 1989 von GoodTimes Home Video und 1994 von Lumiere veröffentlicht.
- In Australien 1983 von Thorn EMI und 1990 von Universal veröffentlicht.

Betamax
- In Großbritannien 1982 von Thorn EMI veröffentlicht.
- In Australien 1983 von Thorn EMI veröffentlicht.

DVD
- In der USA beide Filme mit Dalekmania 2001 als Boxset von Anchor Bay Entertainment und 2012 als Zwei-Disc-Set von Lionsgate veröffentlicht.
- In Australien beide Filme mit Dalekmania 2001 als Zwei-Disc-Set von Studiocanal veröffentlicht.
- In Großbritannien beide Filme mit Dalekmania 2002 und 2006 als Zwei-Disc-Set von StudioCanal veröffentlicht.

Blu-ray
- In Großbritannien mit Dalekmania 2013 von StudioCanal veröffentlicht.
- In Großbritannien beide Filme 2013 als Zwei-Disc-Set von StudioCanal veröffentlicht.
- In Großbritannien 2015 von StudioCanal als Zavvi-exklusives Steelbook veröffentlicht.
- In der USA mit Dalekmania 2020 von Kino Lorber veröffentlicht.
- In Europa 2022 von StudioCanal in 4K veröffentlicht. Erstmals in deutscher Synchronfassung verfügbar.

## Soundtrack
- Musik von beiden Filmen von Silva Screen Records als Dr. Who & the Daleks 2009 auf CD und 2016 als Doppel-Vinyl-LP in limitierter Auflage veröffentlicht.
- Ausgewählte Titel von beiden Filmen von Silva Screen Records 2011 als limitierte 7"-EP veröffentlicht.